# 唐宪强
唐宪强（1947年—），山东泗水人，汉族，中华人民共和国政治人物、全国人民代表大会吉林地区代表。
毕业于中央党校进修部干部大专文化进修班专业，加入中国共产党。1993年，任黑龙江省高级人民法院院长、党组书记；1997年兼任省委政法委书记。1998年，任黑龙江省委政法委书记，兼省高级人民法院党组书记；同年3月，任黑龙江省委政法委书记兼省社会治安综合治理委员会主任；次月升任中共黑龙江省委常委。2001年7月，转任中共吉林省委常委，组织部长；2003年5月，升任中共吉林省委副书记，兼组织部长；同年8月，兼任省委党校校长；
2004年7月，不再兼任省委组织部长。2007年当选吉林省人大常委会副主任、党组副书记；同年5月不再担任省委副书记。2008年1月任吉林省人大常委会副主任、党组书记。2010年6月，担任全国人大内务司法委员会委员。2013年，被选为全国人大代表。